# Referendum w Szwajcarii w 2021 roku
Referendum w Szwajcarii w 2021 roku – referendum przeprowadzone w dniu 26 września 2021. Referendum dotyczyło legalizacji małżeństw jednopłciowych w Szwajcarii.

## Historia
Szwajcaria pozwala swoim obywatelom na przeprowadzenie referendum fakultatywnego w celu zakwestionowania ustawy przyjętej przez Szwajcarskie Zgromadzenie Federalne. Aby petycja mogła zostać zakwalifikowana, musi uzyskać co najmniej 50 000 podpisów w ciągu 100 dni od opublikowania nowego prawa w Dzienniku Ustaw. Federalna Unia Demokratyczna Szwajcarii (EDU) ogłosiła już w czerwcu 2020 r., że przeprowadzi referendum przeciwko legalizacji małżeństw osób tej samej płci.
Wyrażając na "Tak" w referendum i jednocześnie opowiadając się za legalizacją małżeństw jednopłciowych, byli szwajcarscy socjaldemokraci, liberałowie oraz zieloni.

## Wyniki
| Inicjatywa                        | Wynik | Za        | Za    | Przeciw   | Przeciw | Frekwencja (w %) |
| Inicjatywa                        | Wynik | Głosy     | %     | Głosy     | %       | Frekwencja (w %) |
| --------------------------------- | ----- | --------- | ----- | --------- | ------- | ---------------- |
| Marriage For All Act              | T     | 1 828 642 | 64,10 | 1 024 307 | 35,90   | 52,6             |
| Źródło: Strona rządowa Szwajcarii |       |           |       |           |         |                  |

## Następstwa
W wyniku referendum zostały zalegalizowane małżeństwa jednopłciowe w Szwajcarii.